# Zond 4
Zond-4 (ros. Зонд-4 – Sonda-4) – radziecka bezzałogowa sonda kosmiczna wysłana w ramach programu Zond.

## Cel misji
Kolejna próba lotu okołoksiężycowego określona jako Zond 4, chociaż nie miała nic wspólnego z misjami Zond 1, Zond 2 i Zond 3. Jej rzekomy poprzednik – Zond 3 – był stosunkowo małym statkiem kosmicznym o masie około 1000 kg. Zond 4 był całkowicie odmienny. W gruncie rzeczy nie różnił się od statków Sojuz 7K-Ł1 wystrzelonych jako Kosmos 146 i Kosmos 154, a jego masa wynosiła ponad 5000 kg. Na Zachodzie nazwano go „ciężkim Zondem”. Dwa pierwsze statki typu „ciężki Zond” otrzymały nazwę Kosmos, ponieważ nie zdołały wejść na orbitę księżycową lub okołosłoneczną.

## Przebieg misji
Jesienią 1967 roku wystrzelono dwa pojazdy Zond. Jednak za pierwszym razem zepsuł się jeden z sześciu silników pierwszego stopnia UR-500/7K-Ł1 (kombinacja rakiety Proton K i „odchudzonego” Sojuza 7K-Ł1 – Zond 1967A – 27.09.1967), za drugim jeden z czterech silników drugiego stopnia (Zond 1967B – 22.11.1967). W obydwu przypadkach niezrównoważony ciąg doprowadził do niepowodzenia. Zgodnie z utartym zwyczajem nieudane starty oficjalnie nie zostały odnotowane. Awaryjny system ratowniczy zadziałał prawidłowo i ocalił kapsuły powrotne.
2 marca 1968 roku wysłano trzeci pojazd. W tym przypadku rakieta zadziałała, wynosząc sondę Zond 4 na odległość księżycową. Pojazd nie zbliżył się jednak do Księżyca, poleciał w drugą stronę, na prostą trajektorię, umożliwiającą sprawdzenie wejścia w atmosferę ziemską. Statek zszedł pod zbyt ostrym kątem z powodu awarii na pokładzie, w wyniku której powstał błąd w sterowaniu wysokością. Sonda spadała daleko od przewidzianego miejsca lądowania i kontrola naziemna zniszczyła ją w locie, żeby nie wpadła w niepowołane ręce. Mimo wszystko lot Zond 4 był kolejnym ważnym krokiem w stronę Księżyca. Był to pierwszy udany start rakiety UR-500/7K-Ł1.

## Wersja oficjalna
Sonda po wykonaniu przewidzianych programem zadań została skierowana z orbity parkingowej w przestrzeń międzyplanetarną.
Radziecka sonda wysłana w celu zbadania odległych rejonów wokółziemskiej przestrzeni kosmicznej oraz wypróbowania nowych układów i agregatów pokładowych próbnika.